# Municipio de Harrison (condado de Pickaway)
El municipio de Harrison (en inglés: Harrison Township) es un municipio ubicado en el condado de Pickaway en el estado estadounidense de Ohio. En el año 2010 tenía una población de 7593 habitantes y una densidad poblacional de 104,39 personas por km².

## Geografía
El municipio de Harrison se encuentra ubicado en las coordenadas 39°44′50″N 82°58′32″O / 39.74722, -82.97556. Según la Oficina del Censo de los Estados Unidos, el municipio tiene una superficie total de 72.73 km², de la cual 71.8 km² corresponden a tierra firme y (1.29%) 0.93 km² es agua.

## Demografía
Según el censo de 2010, había 7593 personas residiendo en el municipio de Harrison. La densidad de población era de 104,39 hab./km². De los 7593 habitantes, el municipio de Harrison estaba compuesto por el 96.5% blancos, el 0.87% eran afroamericanos, el 0.37% eran amerindios, el 0.49% eran asiáticos, el 0.03% eran isleños del Pacífico, el 0.12% eran de otras razas y el 1.63% pertenecían a dos o más razas. Del total de la población el 1.17% eran hispanos o latinos de cualquier raza.